# Aléxandros Nikolópulos
Aléxandros Nikolópulos (en grec Αλέξανδρος Νικολόπουλος, Atenes, 1875 - (Mort desconeguda)) fou un aixecador grec que va prendre part en els Jocs Olímpics de 1896, a Atenes.
Nikolópulos va participar en la prova d'aixecament amb un braç, en què finalitzà en tercera posició de quatre participants. Va aixecar 57,0 quilograms amb una mà, el mateix pes amb què Viggo Jensen guanyà la medalla de plata, però amb l'altra mà sols pogué aixecar 40 quilograms, el mateix que el quart classificat, Sotírios Versís.